# Фіцджеральди (династія)

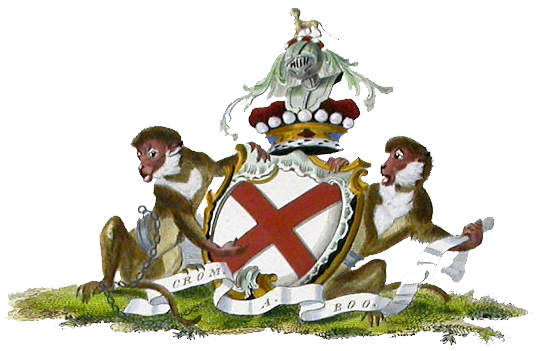
Герб герцогів Лейнстер.

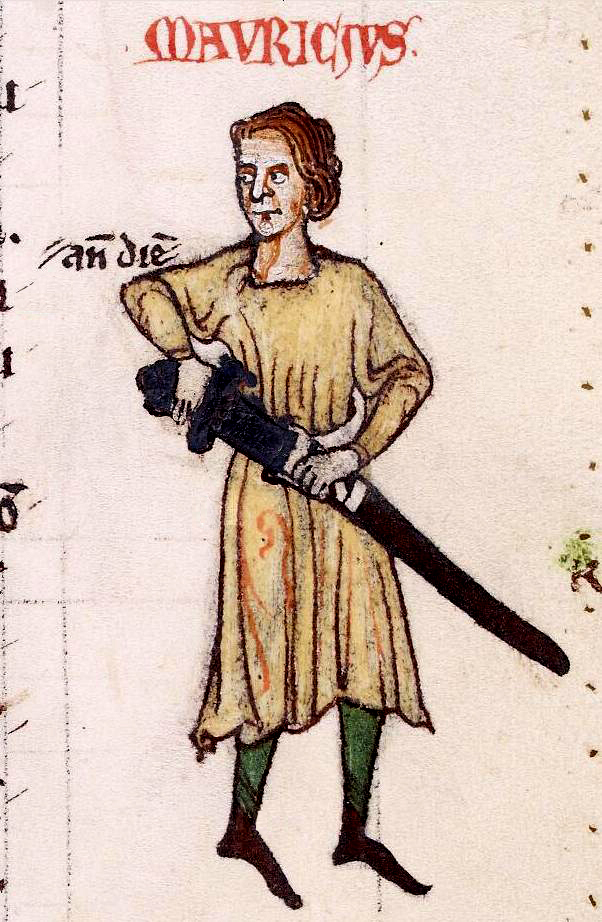
Моріс ФітцДжеральд — лорд Ланстефан.

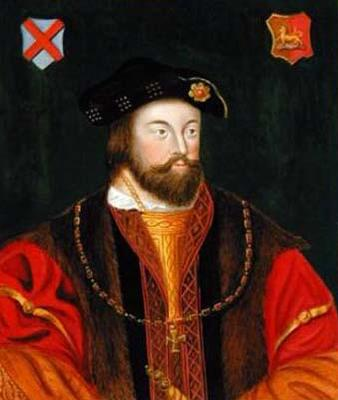
Томас ФітцДжеральд — «Шовковий Томас».

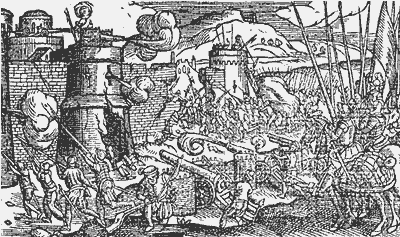
«Шовковий Томас» штурмує дублінський замок.

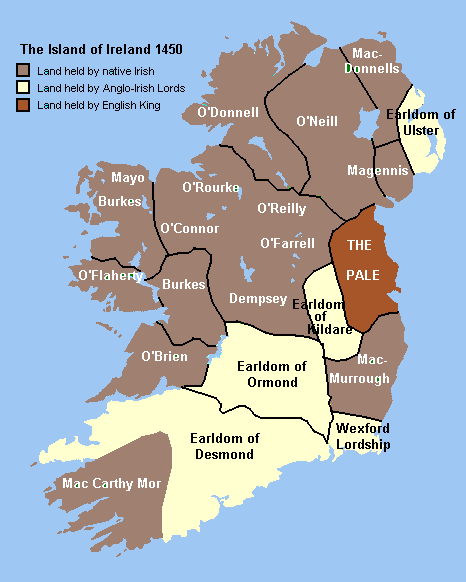
Ірландія в 1500 році. Показана англійська королнія Пейл, володіння Джеральдинів та територія незалежних ірландських королівств.

Прапор Святого Патріка.

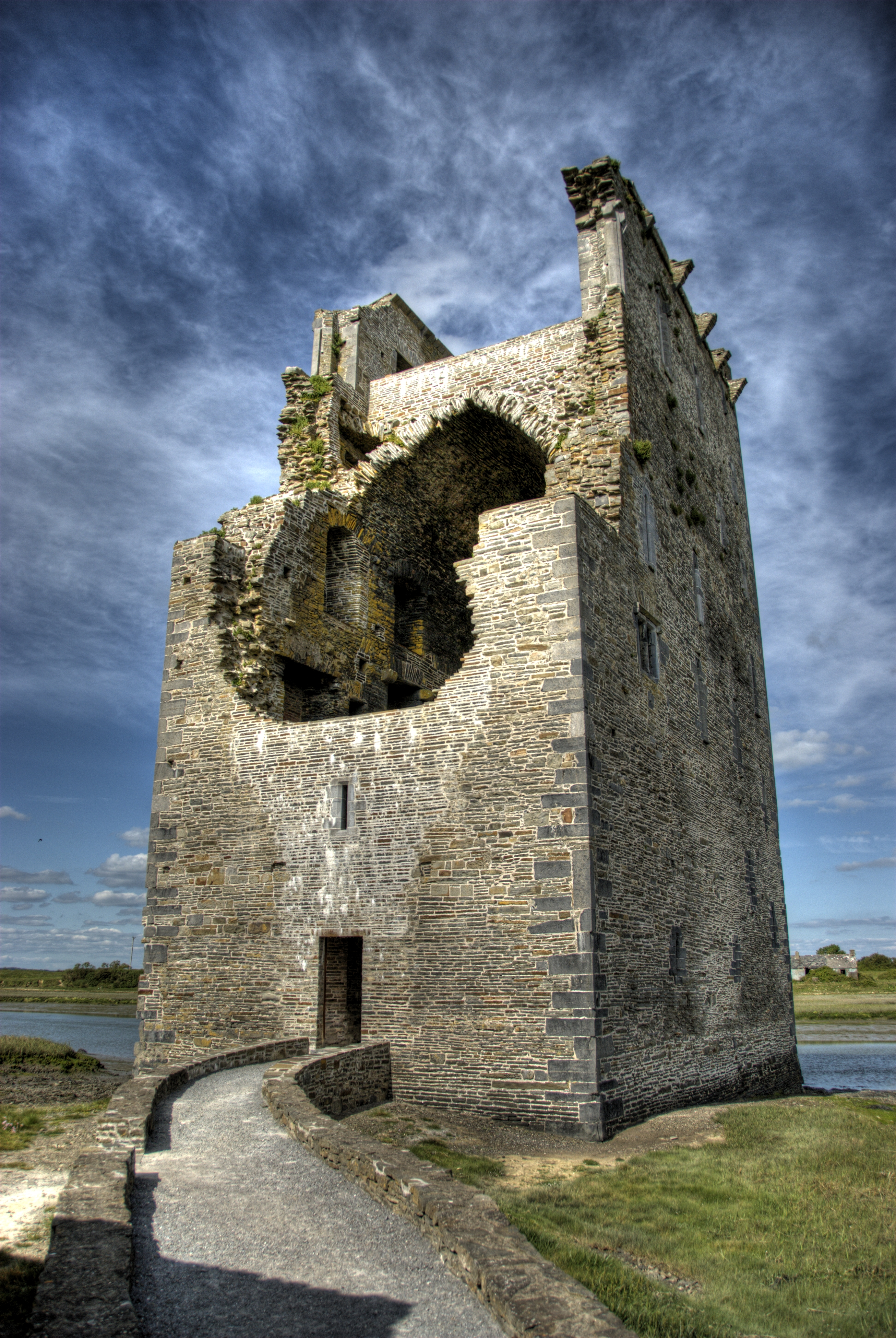
Замок Каррігафойл.

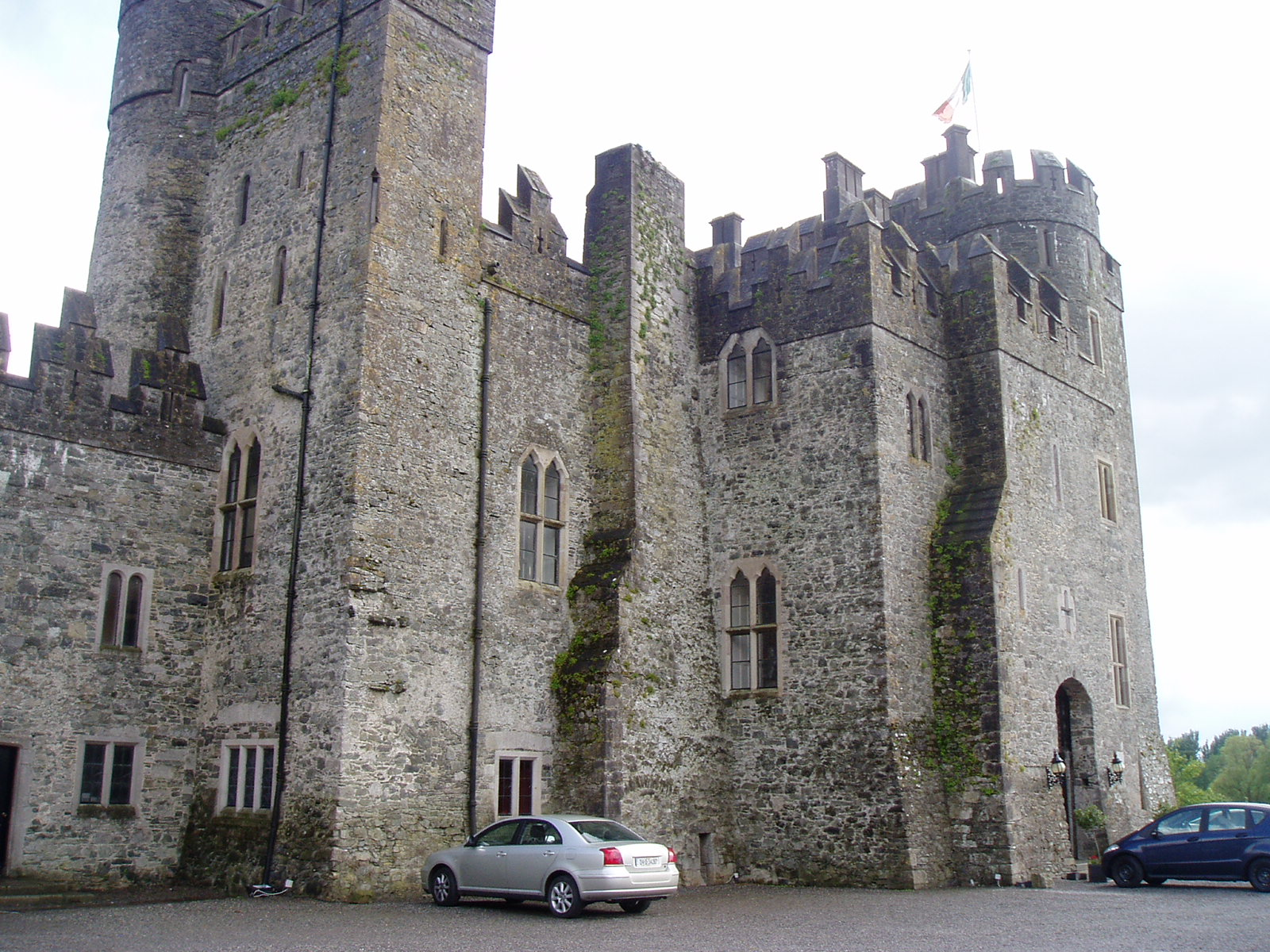
Замок Кілкі.

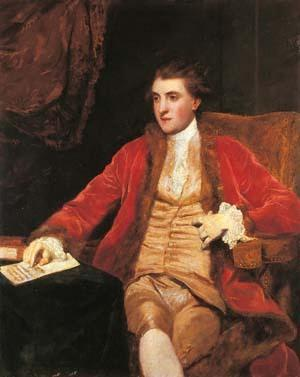
ІІ герцог Лейнстер.

Династія ФітцДжеральд (англ. FitzGerald dynasty, ірл. - Ríshliocht Mhic Gearailt, Clann Gearailt) — Фіцджеральди, Геральдіни, Джеральдіни, клан Геральт, Вік Геральт - аристократична династія Ірландії нормансько-валійського походження, ірландський клан. До цієї династії належали графи, пери, маркізи, лорди Ірландії, яким належали величезні земельні володіння в Ірландії, замки, міста і фортеці. Династія утвердилася в Ірландії після англо-норманського завоювання Ірландії 1169 року. Династія також носила назву Геральдини (Джеральдини). Земельні володіння Джеральдинів утворились в результаті завоювань земель ірландських кланів синами та онуками Джеральда ФітцВолтера Віндзора (біля 1075—1135). Джеральд був каштеляном норманського замку в Уельсі і є засновником династії. Приставка «фітц» походить від французького «fils» — сини. Тобто, назва династії — «Сини Геральда».
Джеральд мав дружину валлійку — Нест Ферх Ріс (вал. — Nest ferch Rhys) (біля 1085 — біля 1136) — від неї походять всі ФітцДжеральди. Вона була дочкою Ріса ап Теудура (вал. — Rhys ap Tewdwr) — останнього короля Дехейбарта (вал. — Deheubarth) — королівства в Уельсі. З королями Дехейбарта пов'язана династія Тюдорів — королів Англії. Отже ФітцДжеральди є родичами королів Англії з династії Тюдорів. У XIII ст. відокремилася гілка відома як Джеральди, яка у XIV осіла в Ланкаширі.
Поет Говард Генрі — граф Суррей називав Елізабет ФітцДжеральд (1527—1589) — «Прекрасною Геральдинкою».

## Основні гілки династії ФітцДжеральдів
- ФітцДжеральд Кілдер — графи Кілдер з 1316 року, маркізи Кілдер, герцоги Лейнстер з 1766 року, перство Ірландії. Нинішній голова — Моріс ФітцДжеральд — ІХ герцог Лейнстер.
- ФітцДжеральд Десмонд — барони Десмонд, потім графи Десмонд.

Засновником ірландських ліній династії ФітцДжеральдів був Моріс ФітцДжеральд — лорд Ланстефан, що згадується в рукописі «Expugnatio Hibernica», який був написаний племінником Моріса — Джеральдом Уельським в 1189 році. Там пишеться, що Моріс ФітцДжеральд був учасником англо-норманського завоювання Ірландії в 1169 році. Джеральдини змішалися з Ірландцями, перейняли їх звичаї та мову, більшість Джеральдинів не володіли іншою мовою крім Ірландської. Вони стали «ще більшими ірландцями, ніж самі ірландці» як писали і говорили про них. Джеральда ФітцДжеральда — ІІІ графа Десмонд (1335—1398) називали в Ірландії Геройд Ярла — він увійшов до фольклору та легенд Ірландії. У 1367 році він став головним суддею Ірландії. Він писав вірші ірландською мовою. Найвідоміший його вірш: «Mairg adeir olc ris na mnáibh» — «Не говори погано при жінках і дітях…»

## Дім Кілдер

### Лорди Оффалі
- Джеральд ФітцМоріс — І лорд Оффалі (1150—1204)
- Моріс ФітцДжеральд — ІІ лорд Оффалі (1194—1257) — юстиціарій Ірландії
- Моріс ФітцДжеральд — ІІІ лорд Оффалі (1238—1286) — юстиціарій Ірландії

### Графи Кілдер
- Джон ФітцДжеральд (1250—1316) — І граф Кілдер, IV лорд Оффалі, був нагороджений за службу титулом королем Англії Едвардом І Довгоногим
- Томас ФітцДжеральд (пом. 1328) — ІІ граф Кілдер, молодший син І графа Кілдер
- Джон ФітцДжеральд (1314—1323) — старший син ІІ графа Кілдер, помер у дитинстві.
- Річард ФітцДжеральд (1317—1329) — ІІІ граф Кілдер, другий син ІІ графа Кілдер, помер неодруженим
- Моріс ФітцДжеральд (1318—1390) — IV граф Кілдер, третій син ІІ графа Кілдер
- Джеральд ФітцДжеральд (пом. 1432) — V граф Кілдер, син IV графа Кілдер. Сини V графа померли раніше за нього.
- Джон ФітцДжеральд (пом. 1427) — юридично VI граф Кілдер, наймолодший син IV графа Кілдер.
- Томас ФітцДжеральд (пом. 1478) — VII граф Кілдер, син VI графа Кілдер.
- Джеральд ФітцДжеральд (біля 1456—1513) — VIII граф Кілдер — «Великий граф», син VII графа Кілдер
- Джеральд ФітцДжеральд (1487—1534) — ІХ граф Кілдер — «Молодий Джеральд», старший син VIII графа Кілдер
- Томас ФітцДжеральд (пом. 1537) — Х граф Кілдер, «Шовковий Томас», підняв повстання за незалежність Ірландії.
- Джеральд ФітцДжеральд (1525—1585) — ХІ граф Кілдер, «Граф Чарівник» — алхімік, захоплювався чорною магією.
- Генрі ФітцДжеральд (1562—1597) — ХІІ граф Кілдер, помер без спадкоємців чоловічої статі
- Вільям ФітцДжеральд (пом. 1599) — ХІІІ граф Кілдер, третій і молодший син ХІ графа Кілдер, помер неодруженим
- Джеральд ФітцДжеральд (пом. 1612) — XIV граф Кілдер, старший син Едварда, нащадок третього сина ІХ графа
- Джеральд ФітцДжеральд (1611—1620) — XV граф Кілдер, помер у дитинстві
- Джордж ФітцДжеральд (1612—1660) — XVI граф Кілдер, син Томаса — наймолодшого брата XIV графа Кілдер
- Вентворт ФітцДжеральд (1634—1664) — XVII граф Кілдер, старший син XVI графа Кілдер
- Джон ФітцДжеральд (1661—1707) — XVIII граф Кілдер, єдиний син XVII графа Кілдер
- Генрі ФітцДжеральд (1683—1684) — лорд Оффалі, єдиний син XVIII графа Кілдер, помер в дитинстві
- Роберт ФітцДжеральд (1675—1744) — ХІХ граф Кілдер, єдиний син Роберта, наймолодшого сина XVI графа Кілдер
- Джеймс ФітцДжеральд (1722—1773) — ХХ граф Кілдер, отримав титул маркіз Кілдер в 1761 році
- Летиція ФітцДжеральд (1580—1658) — І баронеса Оффалі
- Лорд Едвард Фіцджеральд (1763—1798) — ірландський революціонер, борець за свободу Ірландії
- Леді Едвард Фітцджеральд, відома як «Памела» (бл. 1773—1831) — дружина лорда Едварда ФітцДжеральда.

### Маркізи Кілдер
- Джеймс ФітцДжеральд (1722—1773) — І маркіз Кілдер, отримав титул герцог Лейнстер у 1766 році

### Герцоги Лейнстер
- Джеймс ФітцДжеральд (1722—1773) — І герцог Лейнстер, старший син ХІХ графа Кілдер
- Вільям ФітцДжеральд (1749—1804) — ІІ герцог Лейнстер, другий син І герцога Лейнстер
- Джордж ФітцДжеральд (1783—1784) — маркіз Кілдер, старший син ІІ герцога Лейнстер, помер в дитинстві
- Огастес Фітцджеральд (1791—1874) — ІІІ герцог Лейнстер, другий син ІІ герцога Лейнстер
- Чарльз ФітцДжеральд (1819—1887) — IV герцог Лейнстер, старший син III герцога Лейнстер
- Джеральд ФітцДжеральд (1851—1893) — V герцог Лейнстер, старший син IV герцога Лейнстер
- Моріс ФітцДжеральд (1887—1922) — VI герцог Лейнстер, старший син V герцога Лейнстер, помер неодруженим
- Едвард ФітцДжеральд (1892—1976) — VII герцог Лейнстер, третій і молодший син V герцога Лейнстер
- Джеральд ФітцДжеральд (1914—2004) — VIII герцог Лейнстер, єдиний законний син VII герцога Лейнстер
- Моріс ФітцДжеральд (1948 р. н.) — ІХ герцог Лейнстер, старший син VIII герцога Лейнстер
- Томас ФітцДжеральд (1974—1997) — граф Оффалі, єдиний син ІХ герцога Лейнстер, загинув в автомобільній катастрофі
- Спадкоємець титулу — лорд Джон ФітцДжеральд (1952 р. н.)

## Дім Десмонд

### Барони Десмонд (з 1259 року)
- Джон ФітцТомас ФітцДжеральд (пом. 1261) — І барон Десмонд — син Томаса ФіцМоріса ФітцДжеральда
- Томас ФітцМоріс ФітцДжеральд (пом 1298) — ІІ барон Десмонд (онук попереднього)
- Томас ФітцТомас ФітцДжеральд (1290—1307) — ІІІ барон Десмонд (син попереднього)
- Моріс ФітцТомас ФітцДжеральд (пом. 1356) — IV барон Десмонд (брат попереднього, отримав титул граф Десмонд у 1329 році)

### Графи Десмонд (з 1329 року). Перша креація
- Моріс ФітцДжеральд (пом. 1356) — І граф Десмонд
- Моріс ФітцДжеральд (1336—1358) — ІІ граф Десмонд (син попереднього)
- Джеральд ФітцДжеральд — (пом. 1398) — ІІІ граф Десмонд (зведений брат попереднього)
- Джон ФіцДжеральд (пом. 1399) — IV граф Десмонд (син попереднього)
- Томас ФітцДжеральд (біля 1386—1420) — V граф Десмонд (син попереднього)
- Джеймс ФітцДжеральд (пом. 1463) — VI граф Десмонд («узурпатор» титулу, дядько по батьківській лінії попереднього)
- Томас ФітцДжеральд (пом. 1468) — VII граф Десмонд (син попереднього)
- Джеймс ФітцДжеральд (1459—1487) — VIII граф Десмонд (син попереднього)
- Моріс ФітцДжеральд (пом. 1520) — ІХ граф Десмонд (брат попереднього)
- Джеймс ФітцДжеральд (пом. 1529) — Х граф Десмонда (син попереднього)
- Томас ФітцДжеральд (1454—1534) — ХІ граф Десмонд (дядько по батьківській лінії попередніх)
- Джон Фіцджеральд (пом. 1536) — де-факто ХІІ граф Десмонд (брат попереднього, батьківській лінії внучатий племінник Джеймса ФітцДжеральда, де-юре ХІІ графа Десмонда)
- Джеймс ФітцДжеральд (пом. 1540) — де-юре ХІІ граф Десмонд (онук Томаса ФітцДжеральда — ХІ графа Десмонд, внучатий племінник Джона ФітцДжеральда, де-факто ХІІ граф Десмонда)
- Джеймс Фітцджеральд (пом. 1558) — XIV граф Десмонд (син Джона ФітцДжеральда, де-факто ХІІ графа Десмонда)
- Джеральд ФітцДжеральд (біля 1533—1583) — XV граф Десмонд (син попереднього)
- Джеймс ФітцТомас (пом. 1607) — XVI граф Десмон, призначений Х'ю О'Нілом під час війни за незалежність Ірландії, помер в Лондонському Тауері в 1607 році

### Графи Десмонд (з 1329 року). Друга креація
- Джеймс ФітцДжеральд (1571—1601) — І граф Десмонд (відомий як «Вежа графа Десмонда»)

### Лорди Десіс
- Джеральд ФітцДжеральд — ІІІ лорд Десіс

### ФітцМоріс Керрі
Тісно пов'язані з баронами ФітцМоріс, а потім з рафами Керрі, споріднені з Петті-ФітцМоріс, маркізами Лансдаун. Походять від Джона Фітцджеральда — першого племінник барона Десмонда, Томаса ФітцМоріс — І барона Керрі, сина Моріса ФітцТомаса. Таким чином, вони являють собою бічну гілку роду ФітцДжеральд Десмонд.

### Спадкові лицарі
Є три гілки спадкових лицарів, що виникли в родині ФітцДжеральд гілки Десмонд.
- Лицар Керрі — Зелений Лицар — сер Адріан ФітцДжеральд — VI баронет Валенсії, XXIV лицар Керрі, мальтійська лицар, президент Ірландської асоціації Суверенного Військового Мальтійського ордена.
- Лицар Глін — Чорний Лицар — рід вимер (з 2011 року)
- Лицар ФітцГіббон — Білий Лицар — Едмунд ФітцГіббон — рід вимер.